# 卡萝尔·肖
卡萝尔·肖（英語：Carol Shaw，1955年—）是美國電子遊戲設計師和程式設計師。1978年，肖在雅達利開展職業生涯。先後轉職至天騰電腦及動視。在任職遊戲設計師期間，為第二世代遊戲機雅達利2600開發多款遊戲，當中包括廣受好評的《運河大戰》。肖被媒體稱作首批電子遊戲業界女設計師，並曾獲頒遊戲大獎業界標誌獎。

## 早年生活
卡萝尔·肖在1955年出生於美國加利福尼亚州帕羅奧圖，父親是史丹佛直線加速器中心機械工程師，母親是家庭主婦。肖自幼熱衷於數學，在初中時便參加不少數學競賽，也從中獲獎。她在高中的數學課上，接觸了程式語言BASIC後，便對電腦感興趣。大學就讀於加州大学伯克利分校，主修電機工程學和電腦科學，取得電腦科學碩士學位。大學期間，她曾與朋友在迷你高爾夫球場的遊戲室中，發掘到第一款商業銷售街機遊戲《電腦太空戰》；又曾遊玩睿俠的專用遊戲機，喜歡上電子遊戲。在1975至76年間，肖參加了大學的半工半讀課程計劃。她先後在三間科技公司任職，包括阿姆達爾和ESL，以及初創企業muPro，在期間累積了程式設計經驗。

## 職業生涯
在校園徵才時，肖參加了多間公司面試，得到包括雅達利在内幾間公司录用。肖認為在玩遊戲的同時能拿到薪酬很是有趣，最後選擇了在雅達利工作。1978年8月，肖加入雅達利家用游戏机部門，成為公司首位女遊戲設計師。她負責為雅達利2600開發遊戲，那時候的遊戲設計師需要負責全部開發工序，包括圖像、聲效、程式設計。雅達利當時隸屬華納通訊公司，華納通訊希望雅達利為其另一子公司拉夫·劳伦马球的新產品，設計一款馬球遊戲以助促銷。遊戲由肖負責設計，名為《馬球》。但遊戲並未曾單獨發行，《馬球》最後只透過合集《Stella Gets a New Brain》發行。1978至79年間，肖花費了半年開發《3D井字棋》，遊戲為世界首款由女性操刀開發的商業電子遊戲。之後，她單獨開發《西洋跳棋》，又與其他員工合力開發《超级打砖块》和《奥赛罗棋》。在1980年為電腦雅達利800開發名為“計算機”的軟件後，遊戲行業開始衰退，就業保障欠佳，肖於是離開了雅達利，並轉職到天騰電腦，擔任汇编语言程序员。
1981年，動視邀請已就職於天騰十六个月的肖加入，肖通過面試並在1982年初重返遊戲行業。她成為動視首位女遊戲設計師。肖在動視開發的首作是《運河大戰》。遊戲在發行後，銷量超過一百萬，被移植到當時幾乎所有遊戲機上，也為公司帶來巨大收益。肖在後來開發《快樂小徑》後，因1983年美国游戏业大萧条再度離開遊戲行業，回到天騰電腦工作並擔任程序员。最終肖在1990年，以35歲之齡退休。在退休後，她在非牟利機構前瞻學會擔任志願者，獲機構任命為資訊總監，直至2001年自願退出。2017年，肖將自己生平開發的所有遊戲原稿、代碼、參考資料等全數捐贈給斯特朗国家玩具博物馆。

## 個人生活
肖的丈夫是拉尔夫·默克尔。兩人在1976年大學就讀時相識，並在1983年結婚。

## 評價與獲獎

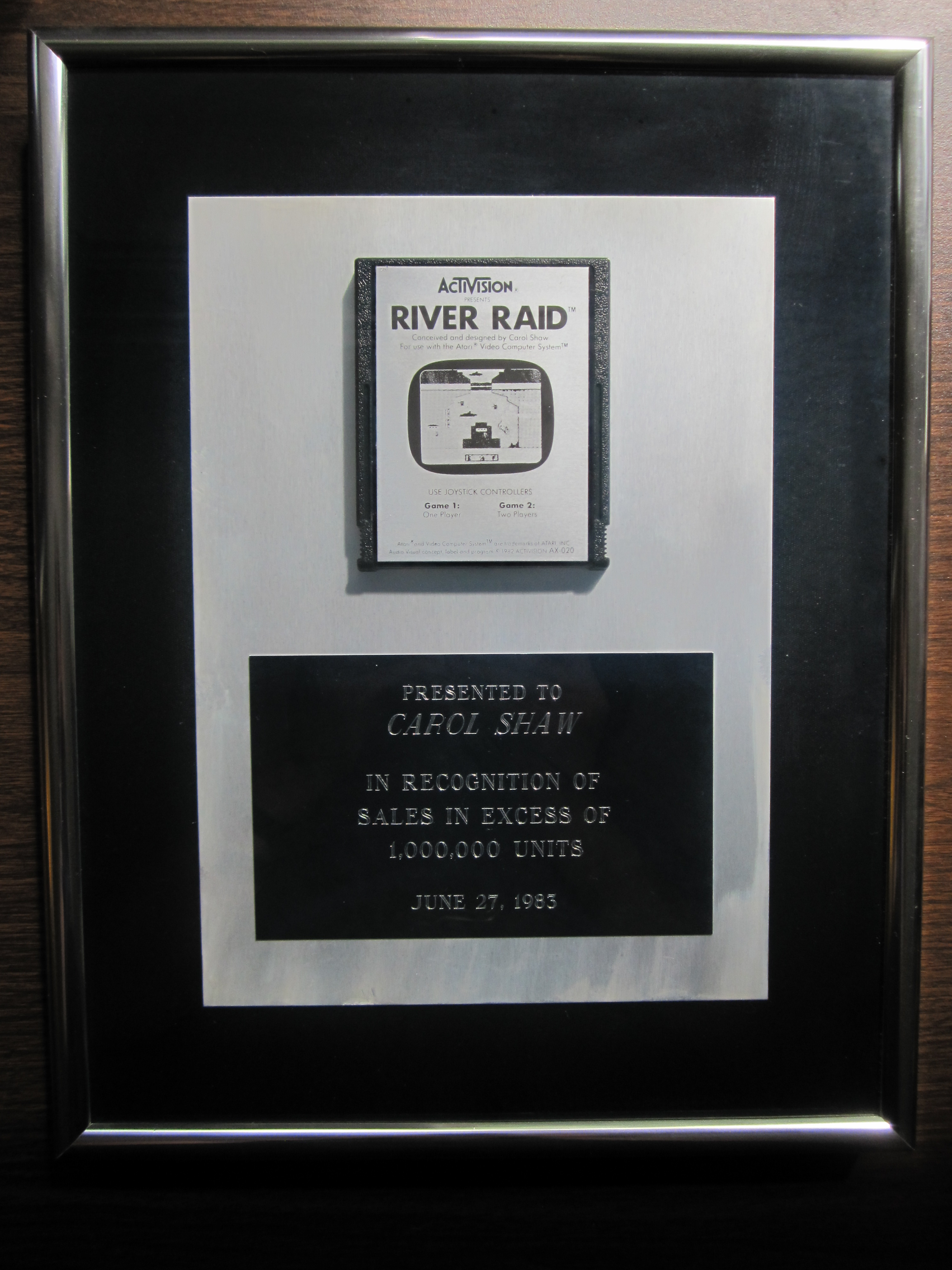
動視授予肖的白金獎牌，以紀念《運河大戰》銷量達一百萬份

肖被媒體稱作首批電子遊戲業界女從業員。電子遊戲月刊《Game Informer》和科技資訊網站Lifewire視她為首位電子遊戲女設計師，Lifewire將她列為「電子遊戲歷史上最具影響力的女性」之一。英國女性向雜誌《Stylist》將肖譽為「開路人」，指她是當時遊戲行業中為數不多的女性，與多娜·貝利和卡拉·梅寧斯基於七十年代後期在雅達利工作，為從事遊戲工作的女性打開大門。
由肖所開發的《運河大戰》在推出後大受歡迎，獲得評論者一致好評，並獲頒1983年街机奖最佳動作電視遊戲獎:42。在銷量達到一百萬份時，動視授予肖白金獎牌以兹紀念。在2017年的遊戲大獎上，肖因其為「先驅；首批女性遊戲設計師；首位在遊戲卡匣上寫下自己名字的女性」，而獲頒業界標誌獎。

## 遊戲列表
| 發行年份   | 發行商     | 遊戲           | 平台                              | 聯合開發  | 參考         |
| ---------- | ---------- | -------------- | --------------------------------- | --------- | ------------ |
| 無直接發行 | 無直接發行 | 《馬球》       | 雅達利2600                        |           | [ 4 ] [ 13 ] |
| 1978年     | 雅達利     | 《奥赛罗棋》   | 雅達利2600                        | 艾德·羅格 | [ 4 ] [ 13 ] |
| 1979年     | 雅達利     | 《3D井字棋》   | 雅達利2600                        |           | [ 4 ] [ 13 ] |
| 1980年     | 雅達利     | 《西洋跳棋》   | 雅達利2600                        |           | [ 4 ] [ 13 ] |
| 1981年     | 雅達利     | 《超级打砖块》 | 雅達利2600                        | 尼克·特纳 | [ 4 ] [ 13 ] |
| 1982年     | 動視       | 《運河大戰》   | 雅達利2600、雅達利800、雅達利5200 |           | [ 4 ] [ 13 ] |
| 1983年     | 動視       | 《快樂小徑》   | Intellivision                     |           | [ 4 ] [ 13 ] |

## 外部連結
- 卡萝尔·肖在MobyGames上的資料